# Sillé-le-Philippe
Sillé-le-Philippe é uma comuna francesa na região administrativa do País do Loire, no departamento de Sarthe. Estende-se por uma área de 10.6 km². Em 2010 a comuna tinha 1 084 habitantes (densidade: 102,3 hab./km²).